# Diocèse d'Ibarra
Le diocèse d'Ibarra (en latin : Dioecesis Ibarrensis ; en espagnol : Diócesis de Ibarra) est un diocèse de l'Église catholique en Équateur, suffragant de l'archidiocèse de Quito.

## Territoire
Le diocèse gère la province d'Imbabura sur un territoire d'une superficie de 4 896 km2 divisé en 67 paroisses. L'évêché est à Ibarra où se trouve la cathédrale saint Augustin.

## Histoire
Le diocèse est érigé le 29 décembre 1862 par Pie IX en prenant sur le territoire de l'archidiocèse de Quito et nommé suffragant de ce dernier. La cathédrale est détruite par le tremblement de terre de 1868 et reconstruite à partir de 1872. Le 17 mars 1965, il cède une portion de son territoire pour la création du diocèse de Tulcán.

## Évêques
- Pedro Rafael González Calisto (1876-1893) nommé archevêque de Quito
  - Sede vacante (1893-1895)
- Federico González y Suárez (1895-1905) nommé archevêque de Quito
- Ulpiano María Pérez y Quiñones (1907-1916) nommé évêque de Bolívar
- Alberto María Ordóñez Crespo (1916-1930) nommé évêque de Bolívar
- Alejandro Pasquel (1931-1934)
- César Antonio Mosquera Corral (1936-1954) nommé évêque de Guayaquil
- Silvio Luis Haro Alvear (1955-1980)
- Juan Ignacio Larrea Holguín (1980-1983) nommé évêque de l'ordinariat militaire d'Équateur
- Luis Oswaldo Pérez Calderón (1984-1989)
  - Sede vacante (1989-1995)
- Antonio Arregui Yarza (1995-2003) nommé archevêque de Guayaquil
- Julio César Terán Dutari, S.J (2004-2011)
- Valter Dario Maggi (2011-2018)
- Segundo René Coba Galarza (2019- )